# Quoya dilatata
Quoya dilatata là tên của một loài thực vật có hoa thuộc họ hoa môi và là loài đặc hữu của miền Tây nước Úc. Chúng mọc thành cây bụi thấp, lan rộng ra với các nhánh cây. Lá có hình dạng từ hình quả trứng tới hình dạng cái thìa, dài 1,5–3 cm (0,6–1 in), rộng 7–11 mm (0,3–0,4 in). Bề mặt lá của chúng nhăn nheo, hoặc nhàu, có phủ lông tơ màu trắng. Những bông hoa có hình cam đỏ và lông ở bên ngoài. Độ cao của cây trưởng thành là từ 30–60 cm (10 đến 20 in).
Mùa ra hoa của chúng xảy ra vào tháng 9, tháng 10 hoặc tháng 11 và sau đó kết quả có hình dạng gần như hình cầu, đường kính 2–3 mm (0,08–0,1 in) và lông nhiều với những phần còn lại như lá đài của hoa.
Loài này lần đầu tiên được mô tả chính thức vào năm 1868 bởi Ferdinand von Mueller, người đã đặt tên nó là Chloanthes dilatata. Mô tả đã được xuất bản trong Fragmenta phytographiae Australiae là từ việc quan sát một mẫu vật được thu thập bởi James Drummond ở gần sông Murchison. Năm 1870, George Bentham đổi tên thành Pityrodia dilatata, nhưng năm 2011, Barry Conn và Murray Henwood đổi tên thành Quoya dilatata và công bố sự thay đổi trong Australian Systematic Botany. Tên loài là "dilatata" là một từ tiếng Latinh có nghĩa là "lan rộng" hoặc "được mở rộng", nhằm chỉ các cành cây của loài cây mọc thành bụi này.
Quoya dilatata chủ yếu xuất hiện ở khu vực giữa thành phố Perth và thị trấn Carnamah. Tuy nhiên, loài này cũng đã được tìm thấy ở gần thị trấn Northam và Cowcowin, trong vùng sinh thái Avon Wheatbelt, Geraldton Sandplains, Jarrah Forest và Swan Coastal Plain.
Quoya dilatata được phân loại là "không bị đe dọa" bởi Department of Parks and Wildlife của chính phủ Tây Úc.